# آلن هافمن (ریاضی‌دان)
آلن هافمن (انگلیسی: Alan Hoffman (mathematician)؛ زادهٔ ۳۰ مهٔ ۱۹۲۴) یک دانشمند در زمینه ترکیبیات اهل ایالات متحده آمریکا است.